# Betta mahachaiensis
Магачайська бійцівська рибка (Betta mahachaiensis) — тропічний вид лабіринтових риб з родини осфронемових (Osphronemidae), підродина макроподові (Macropodusinae).
Входить до складу групи видів Betta splendens, іншими представниками якої є B. splendens, B. smaragdina, B. imbellis, B. stiktos та B. siamorientalis.
Назва виду походить від географічної назви Магачай (Maha Chai), місцевості, де водяться ці риби.
Вид отримав науковий опис у 2012 році, раніше він був відомий під назвою Betta sp. Mahachai. Були сумніви, чи це дійсний вид, чи підвид B. splendens або B. imbellis, чи гібрид цих видів. Проте додаткові дослідження зразків магачайських бійцівських рибок, що включали не лише аналіз забарвлення, меристичних та морфометричних показників, а й ділянок їх мітохондріальної та ядерної ДНК засвідчили його незалежний таксономічний статус як окремого виду. На філогенетичному дереві Betta mahachaiensis займає позицію, тісно пов'язану (на рівні сестринської клади) з B. splendens і добре відокремлену від інших членів групи B. splendens.

## Опис
На перший погляд магачайська бійцівська рибка дуже схожа з B. imbellis, так само переливається зеленими кольорами. Але більш ретельний огляд виявляє ряд очевидних відмінностей.
Стандартна (без хвостового плавця) довжина досліджених зразків становила 29,7–43,7 мм, загальна довжина — 123,7–144,6 % стандартної. Голова мала, коротка (24,9–31,2 % стандартної довжини), очі великі (діаметр орбіт 22,8–29,7 % довжини голови). У дорослих самців є горбинка на задній частині голови, відразу за очима. Тіло тонке, його висота становить 21,6–31,4 % стандартної довжини. Спинний плавець розташований у задній частині тіла, має 0-2 твердих і 8-11 м'яких променів, його зовнішній край закруглений. Анальний плавець загострений на кінці, має 3-4 твердих і 22-26 м'яких променів. Задній край хвостового плавця округлий і загострений по центру. Черевні плавці серпоподібні. У грудних плавцях по 12-13 променів. У бічній лінії 26,5–32 луски.
Тіло та голова, темно-коричневі до чорного в основі, вкриті рядами блискучих зелених до блакитно-зеленого цяток, присутніх на кожній лусочці. На зябрових кришках є дві паралельні вертикальні смуги такого ж кольору, як і цятки на лусках. Зеленим до блакитно-зеленого кольором виблискує також нижня і задня частини рогівки очей. Зелений до блакитно-зеленого колір мають і спинний, хвостовий та анальний плавці, на цьому тлі чітко виділяються їхні чорні промені. У нижній частині спинного плавця розкидані чорні смужки. Забарвлення черевних плавців коричневе до чорного з переливчастим зеленим до блакитно-зеленого переднім краєм і білим кінчиком. Грудні плавці прозорі.
Самки схожі на самців, але менш барвисті. Голова і тіло у них в основі жовтуваті до світло-коричневого, вкриті зеленими до блакитно-зеленими блискітками на лусочках, зяброві кришки блідо-золотаві з двома слабкими зеленими до блакитно-зеленого смужками. На тілі добре помітні дві поздовжні смуги, є чорна пляма на хвостовому стеблі. Промені спинного, хвостового, анального та черевних плавців жовтуваті на слабкому зеленому до блакитно-зеленого тлі полотна.
Самці більші за самок і мають ширші плавці.

## Поширення

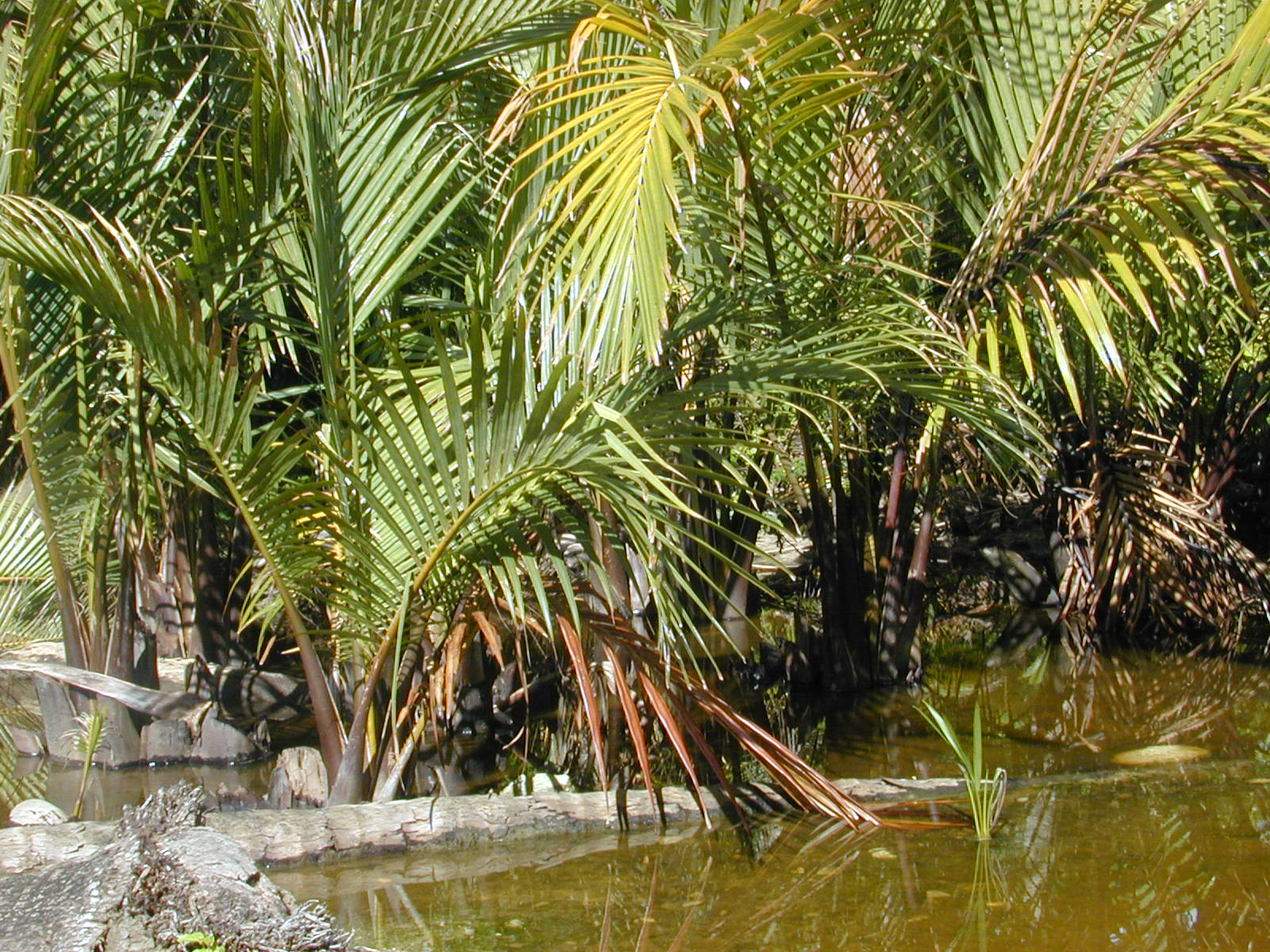
Зарості пальми ніпа

Магачайська бійцівська рибка зустрічається в дуже обмеженому районі в центральному Таїланді, розташованому на узбережжі Сіамської затоки на захід від Бангкоку. Ендемік цього регіону. Дикі екземпляри B. mahachaiensis були виявлені тільки в провінції Самутсакхон (це, власне, й є Магачай) та в сусідніх районах на заході провінції Бангкок. Місцеві жителі стверджують, що ловили цих риб також на сході провінції Самутсонгкхрам, в районах, що прилягають до Самутсакхон.
Betta mahachaiensis живе в солонуватих водах верхньої частини прибережних лиманів, часто болотистих і каламутних. Типовою місцевістю є болотяний ліс, що складається із заростей пальми ніпа (Nypa fruticans), яка росте тільки в солоній воді. Вода нерідко тут буває застійною, наповненою мікроорганізмами, але не пахне так погано, як можна було б очікувати. Показник pH становить 6,87–7,80, а солоність 1,1–10,6 г/л. Досить високим є вміст дубильних речовин, що утворюються від гниття повалених гілок і опалого листя. Хоча були виявлені популяції B. imbellis і B. splendens, що живуть у солонуватих водах, Betta mahachaiensis є єдиним членом роду, що зустрічається виключно за таких умов. Вона зайняла екологічну нішу серед ареалу поширення сіамської бійцівської рибки (B. splendens), яка не витримує солону воду.
Разом із магачайською бійцівською рибкою тут живуть Trichopsis vittata, Trichopodus trichopterus, Anabas testudineus, Aplocheilus panchax, Oryzias javanicus, Dermogenys siamensis, Channa striata і Boraras urophthalmoides. Морських риб тут немає, вони населяють більш солоні нижні частини лиманів.
Betta mahachaiensis, ймовірно, належить до числа видів, що перебувають під загрозою зникнення. До Магачаю від Бангкоку можна доїхати лише за 30 хвилин. Ця територія перебуває в зоні інтенсивного розвитку, тут проводиться широкомасштабне житлове й промислове будівництво. Болота засипають, а стічні води зазвичай скидають в сусідню водойму. Болота також розчищають для організації соляних промислів і ферм з вирощування креветок, які стали одним з головних експортних товарів Таїланду.
Відбувається також прямий вплив людини на популяцію риб. Великі обсяги замовлень на вилов диких риб загрожують суттєвим зменшення популяції B. mahachaiensis. Місцеві жителі ловлять дорослих самців під час їх гніздування, водночас знищуючи ікру та мальків. Інша проблема полягає в гібридизації з одомашненими штамами B. splendens, які періодично потрапляють у природні водойми. Незважаючи на те, що якість води їм не підходить, деякі з них можуть вижити, а цей вид може вільно схрещуватись із B. mahachaiensis і давати життєздатне потомство. Таким чином може бути втрачено дикі популяції B. mahachaiensis.
Ще одну загрозу існуванню виду становлять повені. Вони приносять сміття, шкідливе для бійцівських рибок, зменшують солоність води в середовищах їх проживання, а ще хижаків, які можуть загрожувати життю місцевих мешканців.

## Біологія

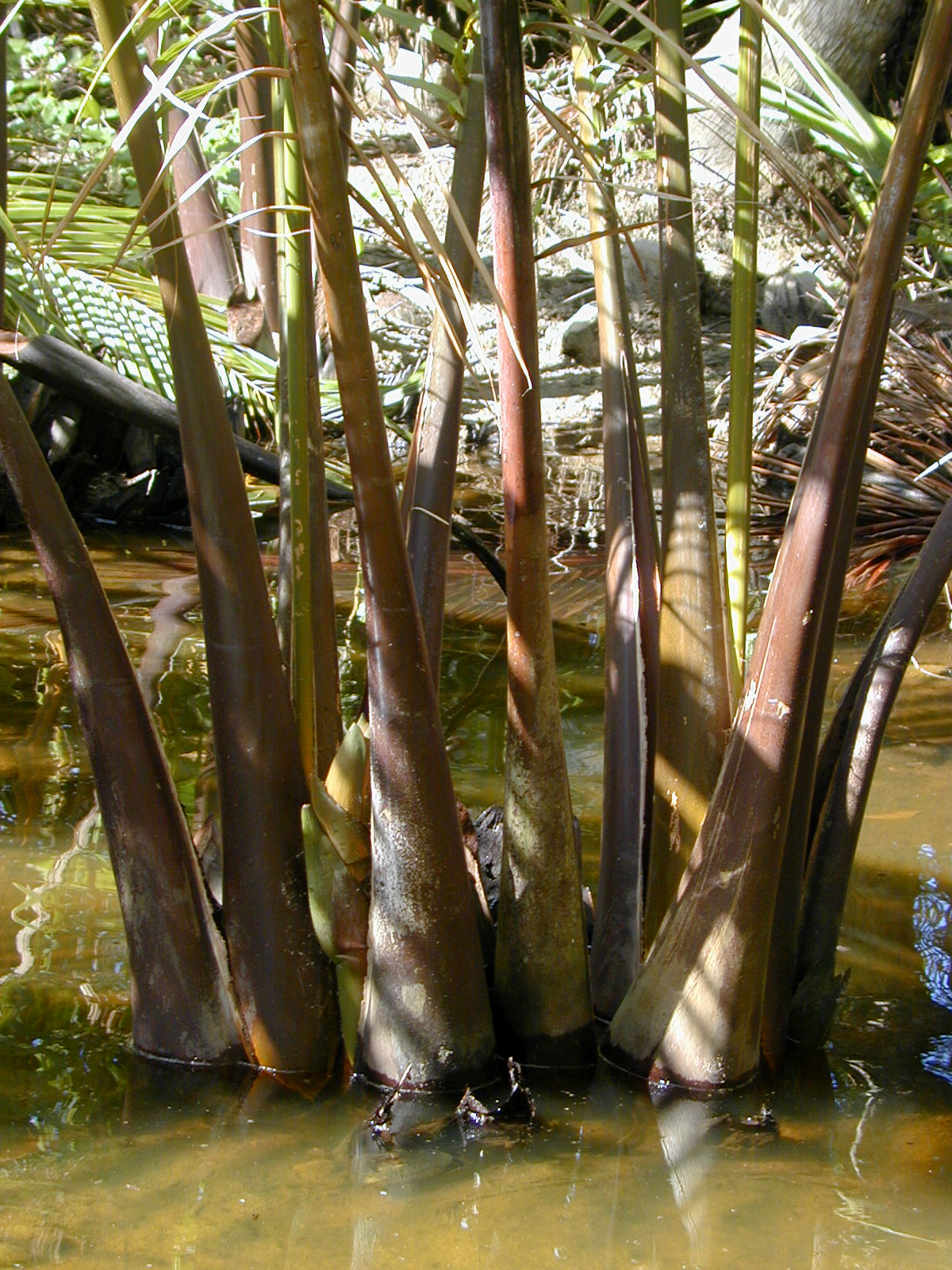
Нижня частина пальми ніпа

Магачайська бійцівська рибка веде прихований спосіб життя, її дуже важко виявити в природному середовищі.
Для нересту риби використовують приквітки пальми ніпа, розташовані біля короткого стовбура цього дерева. У порожнині приквітка утворюється фітотельма (англ. Phytotelma) — невеличка кишенька, наповнена водою. Цю крихітну «водойму» пара риб використовує для шлюбних ігор і виведення потомства. Самець будує тут маленьке компактне гніздо з піни. Нерест відбувається в типових для лабіринтових риб «шлюбних обіймах», коли самка перевертається черевом догори. Ікра відкладається в кишеню, складену з черевних і грудних плавців самки, звідти самець визбирує її й укладає в гніздо. Самка допомагає йому в цій роботі. Після закінчення нересту самець лишається сам у своєму потаємному місці й доглядає за потомством. Тут батько та його потомство почуваються у безпеці, вони недосяжні для хижаків. Але саме тут зазвичай ловлять цих риб люди, які знають «секрет» магачайської бійцівської рибки.
Як і всі лабіринтові риби, B. mahachaiensis має лабіринтовий орган — додатковий орган дихання, що дозволяє використовувати атмосферне повітря.

## Утримання в неволі
Вид присутній в торгівлі акваріумними рибами, де він був більше відомий під назвою Betta sp. Mahachai.
Утримання в акваріумі не складне. Betta mahachaiensis є привабливою й порівняно мирною бійцівською рибкою. Легко розводиться. Зважаючи на походження виду, до води слід додавати трохи солі.
У Таїланді диких магачайських бійцівських рибок схрещують з B. imbellis і B. splendens і використовують для риб'ячих боїв. Ці гібриди, як кажуть, мають чудові бійцівські здібності.

## Відео
- Catch Betta Mahachaiensis By Sakai на YouTube by 13Sakai
- Betta Mahachaiensis [Архівовано 10 серпня 2019 у Wayback Machine.] — Franks Bettas
- Captive bred show quality Betta mahachaiensis flaring to female на YouTube by Franks Bettas
- Betta mahachaiensis на YouTube by Norbert Pometkó